# جائزة موناكو الكبرى 2003
جائزة موناكو الكبرى 2003 (بالإنجليزية: 2003 Monaco Grand Prix)‏ هو سباق فورمولا 1 أقيم بتاريخ 1 يونيو 2003 في حلبة موناكو. كان السابع من أصل 16 في بطولة العالم لسباقات الفورمولا واحد موسم 2003. حلّ الكولومبي خوان بابلو مونتويا أولا بينما جاء الفنلندي كيمي رايكونن في المركز الثاني وحصل على المركز الثالث الألماني مايكل شوماخر.